# Печеншки рејон
Печеншки рејон (рус. Печенгский район) општинска је административно-територијална јединица другог нивоа на крајњем северозападу Мурманске области, односно на крајњем северозападу европског дела Руске Федерације. Једина је територија Руске Федерације која има копнену границу са Норвешком.
Административни центар рејона је варошица Никељ.
Према проценама националне статистичке службе Русије за 2017. на територији рејона живела су 37.204 становника, или у просеку око 4,28 ст/км², а по броју становника 7. је најнасељеније подручје у области. Површина рејонске територије је око 8.700 км².
На неких 12 километара западно од града Запољарног налази се најдубља вештачка бушотина на свету, Кољска ултрадубока бушотина.

## Географија
Печеншки рејон налази се на крајњем северозападу Русије, односно њене Мурманске области. Површина рејонске територије је око 8.700 km² и по том параметру налази се на 5. месту у области. На југу и истоку ограничен је територијом Кољског рејона, западна граница рејона је уједно и међудржавна граница са Норвешком док је југозападна граница уједно и међудржавна граница са Финском.
На северу Печеншки рејон излази на обале Баренцовог мора и то је најзападнији део такозване Мурманске обале. На доста разуђеној обали фјордовског типа налазе се бројни мањи заливи, а највећи међу њима су Печеншки у западном и Мотовски у источном делу обале. Између та два залива налазе се два полуострва која су са остатком копна повезана уским земљаним превлакама, полуострво Средњи је повезано са континенталним делом превлаком дугачком око 5 km и оно се даље наставља на знатно пространије Рибарско полуострво са којим је повезано уском копненом везом дужине свега око 1,5 km. Нешто западније од ова два полуострва налази се мањи архипелаг Ајновских острва.
Као и остатак Мурманске области и територија Печеншког рејона одликује се присуством великог броја језера ледничког порекла. Највећи водотоци су реке Печенга (101 км) и Патсојоки (117 km). Највиша тачка области је планина Печеншка тундра са надморском висином од 631 метра.
Уз границу са Норвешком налази се подручје резервата природе Пасвик, основаног 1992. године, чија територија се налази под заштитом обе државе.

## Историја
Печеншки рејон као општинска јединица образован је Указом председништва Врховног совјета СССР-а од 21. јула 1945. године на територији некадашње Петсамске области која се у периоду 1920−1940. налазила у саставу Финске. Совјетска војска је преузела то подручје од Финске током Зимског рата, иако је то подручје још 1533. по први пут ушло у састав руске државе.
Током Другог светског рата немачка војска је користила ово подручје као полазну тачку за организовање напада на Мурманск.

## Демографија и административна подела
Према подацима са пописа становништва из 2010. на територији рејона живело је укупно 38.920 становника, док је према процени из 2017. ту живело 37.204 становника, или у просеку око 4,28 ст/км². По броју становника Печеншки рејон се налази на 7. месту у области са уделом у укупној популацији области од 4,91%.
| 1959. | 1970. | 1979. | 1989. | 2002.  | 2010.  | 2017.   |
| ----- | ----- | ----- | ----- | ------ | ------ | ------- |
| ---   | ---   | ---   | ---   | 46.404 | 38.920 | 37.204* |

Напомена:* Према процени националне статистичке службе. 
На територији Печеншког рејона налази се укупно 17 насељених места административно подељених у 4 трећестепене општине (три урбане и једну руралну). Највеће насеље и једини званични град у рејону је Запољарни, а статус градских насеља имају још и варошице Никељ (уједно и административни центар рејона) и Печенга. У ова три градска насеља живи готово 80% рејонске популације.
Најважнија лука је Линахамари, а већа насеља су још и Луостари, Спутњик, Корзуново и Рајакоски.
Према статистичким подацима са пописа 2010. основу популације у округу чинили су етнички Руси са око 90%, а најбројније мањинске заједнице су били Украјинци (4,3%) и Белоруси (1,6%).